# العلاقات الأرجنتينية البريطانية
تشير العلاقات الأرجنتينية البريطانية إلى العلاقات الخارجية بين جمهورية الأرجنتين والمملكة المتحدة لبريطانيا العظمى وأيرلندا الشمالية.
أسس كلا البلدين علاقاتٍ دبلوماسية في 15 ديسمبر 1823. قُطعت العلاقات الدبلوماسية قبل حرب الفوكلاند في عام 1982 وأعيدت في عام 1990. تحسنت العلاقات بعد الحرب بين البلدين بشكل ملحوظ حتى منتصف العقد الأول من القرن الحادي والعشرين. أصبحت العلاقات متوترة بصورة متزايدة خلال عهد حكومة كريستينا فيرنانديز دي كيرشنر، مع إعادة تأكيد الأرجنتين لمطالبها بجزر فوكلاند. في عام 2016، عقد رئيس الوزراء البريطاني ديفيد كاميرون والرئيس الأرجنتيني ماوريسيو ماكري لقاءًا اتفقا فيه على البدء بمرحلة جديدة من الحوار والصداقة بين البلدين وإعادة التأكيد على العلاقة القوية التي تربط البلدين تاريخيًا.
تمتلك الأرجنتين سفارة في لندن وتمتلك المملكة المتحدة سفارة في بوينس آيرس. السفير البريطاني الحالي لدى الأرجنتين هو مارك كينت والسفير الأرجنتيني الحالي لدى المملكة المتحدة هو ريناتو كارلوس سيرسالي دي سيريسانو.
كلا الدولتين عضو في مجموعة العشرين.

## مقارنة بين البلدين
هذه مقارنة عامة ومرجعية للدولتين:
|                        | الأرجنتين                                                                                 | المملكة المتحدة                                                                         |
| ---------------------- | ----------------------------------------------------------------------------------------- | --------------------------------------------------------------------------------------- |
| التعداد السكاني        | 43,417,000 (2015)                                                                         | 64,716,000 (2015)                                                                       |
| المساحة                | 2,780,400 كم مربع (1,073,500 ميل مربع)                                                    | 242,495 كم مربع (93,628 ميل مربع)                                                       |
| الكثافة السكانية       | 14.4 كم مربع                                                                              | 255,6 كم مربع                                                                           |
| العاصمة                | بوينس آيرس                                                                                | لندن                                                                                    |
| المدينة الأكبر         | بوينس آيرس 12,801,265 نسمة (مدينة كبرى)                                                   | لندن 13,379,757 نسمة (مدينة كبرى)                                                       |
| الحكومة                | جمهورية دستورية رئاسية اتحادية                                                            | ملكية دستورية برلمانية موحدة                                                            |
| اللغات الرسمية         | الإسبانية                                                                                 | الإنجليزية                                                                              |
| الديانات الرئيسية      | مسيحيون 85.5% ملحدون ولاأدريون 11.3% شهود يهوه 1.2% مورمون 0.9% مسلمون ويهود وبوذيون 1.2% | مسيحيون 71.6% مسلمون 2.8% هندوس 1.0% سيخيون 0.6% يهود 0.5% بوذيون 0.3% ديانات أخرى 0.3% |
| الجماعات الإثنية       | 97% بيض (أصل أوروبي) 3% نصف دم وآسيويون وسود                                              | 87.1% بريطانيون بيض 7.0% آسيويون 3.0% سود 2.0% مخلطين 0.9% آخرون                        |
| الناتج المحلي الإجمالي | 915.125 مليار                                                                             | 3.037 تريليون                                                                           |
| معدل محو الأمية        | 98.9                                                                                      | 99.0                                                                                    |
| مؤشر التنمية البشرية   | 0.825 (مرتفع جدًا)                                                                         | 0.922 (مرتفع جدًا)                                                                       |

## التاريخ

### العهد الاستعماري
في البداية كانت الأراضي الحالية في الأرجنتين جزءًا من الإمبراطورية الإسبانية. كان النزاع السيادي على جزر الفوكلاند في البداية نزاعًا بين بريطانيا وإسبانيا، رافقته أحداث مثل أزمة الفوكلاند عام 1770. تحالفت إسبانيا مع فرنسا ضد بريطانيا خلال الحروب النابليونية، وشنت بريطانيا غزوين لريو دي لا بلاتا. استولى الغزو الأول في عام 1806 على بوينس آيرس، إلا أنه سرعان ما حُررت المدينة من قبل سانتياغو دي لينيرس مع قوات من مونتيفيديو. استولى غزو ثان على مونتيفيديو، إلا أنه فشل في الاستيلاء على بوينس آيرس مرة أخرى، وأعيدت مونتيفيديو إلى إسبانيا أثناء الاستسلام. هاجمت فرنسا إسبانيا (بادئةً حرب شبه الجزيرة في أوروبا) وتحالفت إسبانيا مع بريطانيا، ولذلك لم يشن البريطانيون أي هجماتٍ أخرى في ريو دي لا بلاتا.
أفضت حرب شبه الجزيرة والتغيرات الاجتماعية الناجمة عن العسكرة الضخمة لشعب بوينس آيرس والتأثيرات المحلية والدولية الأخرى إلى ثورة مايو التي بدأت حرب الاستقلال الأرجنتينية. بقيت بريطانيا على الحياد خلال الصراع، وقبلت إعلان الاستقلال الأرجنتيني في 15 ديسمبر 1823. أقيمت العلاقات الرسمية من خلال معاهدة صداقة وتجارة وملاحة بين الأرجنتين والمملكة المتحدة.

### المنظمة الوطنية الأرجنتينية (1853-1879)
أقام البلدان علاقات دبلوماسية في 15 ديسمبر 1823. خلال فترة المنظمة الوطنية، بدأت الأرجنتين بوضع سياسة خارجية لصالح العلاقات مع بريطانيا التي أصبحت المشتري الرئيسي للمواد الخام الأرجنتينية والمصدر الرئيسي للاستثمار في البلاد. بحلول منتصف القرن، كان مصرفيو لندن يرسلون رأس المال للاستثمار في السكك الحديدية والموانئ ومؤسسات تغليف البضائع والمرافق. أرسلت لندن 3000 وكيل للإشراف على الشحن والتأمين والخدمات المصرفية.
في عام 1865، خلال عهد حكومة بارتولومي ميتر الليبرالية اختبر التدخل البريطاني من خلال حرب الباراغواي التي شنتها الأرجنتين والأوروغواي والبرازيل ضد جمهورية البارغواي. في عام 1879 خلال عهد حكومة نيكولاس أفيلانيدا، غزو الصحراء، فضّل أفيلانيدا، في الأراضي التي جرى غزوها حديثًا من المستوطنين المهاجرين، إقامة ونشر خطوط السكك الحديدية الممولة من بريطانيا وتربية الماشية والأغنام.

### الجمهورية المحافظة (1880-1916)
وقّعت الأرجنتين في عام 1881 معاهدة الحدود مع تشيلي نتيجة لسلسلة من البعثات الجغرافية إلى باتاغونيا ومضيق ماجلان وأرض النار قام بها المستكشف الأرجنتيني فرانسيسكو باسكاسو مورينو والخبير التشيلي دييغو باروس أرانا بين عامي 1873 و1879. في عام 1896، بعد مشكلات في ترسيم الحدود، كان لا بد أن يخضع القرار لقرار هيئة تحكيم في بريطانيا. في ذلك الوقت، عُين مورينو خبيرًا بالنيابة عن الحكومة الأرجنتينية. في لفتة أخوة، عُثر في 15 فبراير 1899 في مضيق ماجلان، الرئيس الأرجنتيني خوليو أرجنتينو روكا والرئيس التشيلي فيديريكو إيرازوريز إشاورين، في ما أصبح يعرف باسم «احتضان المضائق». في النهاية، أُقر قرار هيئة التحكيم البريطانية بموجب معاهدة التحكيم العامة لعام 1902 التي وُقّعت في سانتياغو من قبل وزير الخارجية بالنيابة خوزيه إيه. تيري الذي تعرض لانتقادات على الجبهة الداخلية بسبب التنازلات التي قدمتها البلاد لتشيلي ولأنها باتت تخضع لحل نزاع دائم بين البلدين على التاج البريطاني.
في عام 1902، قدم مستشار حكومة خوليو أرخنتينو روكا الثانية، الدكتور لويس ماريا دراغو، أداءًا متميزًا في دفاعه عن سيادة أمريكا اللاتينية ضد الحصار البحري على فنزويلا الذي فرضته بريطانيا وألمانيا إيطاليا كعقاب على الديون التي منحتها تلك البلدان لفنزويلا، وكعقاب على رفض الرئيس سيبريانو كاسترو الدفع.
وُقّعت معاهدة روكا – رونسيمان بين البلدين في 1 مايو 1933. كانت اتفاقية تجارية لسماعدة الأرجنتين على تجنب آثار سياسة مؤيدة للكومنولث، مقابل ضرائب أقل على المنتجات المستوردة من المملكة المتحدة. وُقّعت المعاهدة من قبل نائب رئيس الأرجنتين، خوليو أرخنتينو باسكوال روكا، بناء على طلب من الرئيس أجوستين بيدرو خوستو وولتر رونسيمان.
كانت بريطانيا المشتري الرئيسي للحوم البقر والحبوب الأرجنتينية. خلال الحرب العالمية الثانية، رفضت الأرجنتين الموافقة على السياسات الأمريكية المناهضة لألمانيا. ردت واشنطن بمحاولة إيقاف الصادرات الأرجنتينية. طلب الرئيس فرانكلين روزفلت من رئيس الوزراء ونستون تشرشل التوقف عن شراء لحوم البقر والحبوب الأرجنتينية. رفض تشرشل ذلك قائلًا إنه كان هناك حاجة ماسة للطعام.

### حرب الفوكلاند
في 2 أبريل 1982، شنت الأرجنتين بقيادة الرئيس ليوبولدو غالتيري غزوًا لجزر الفوكلاند وتلى ذلك في 3 أبريل 1982 الغزو الأرجنتيني لجزيرة ساوث جورجيا. أدى ذلك إلى نشر القوات البريطانية في جزر فوكلاند للقتال في حرب فوكلاند. انتهت الحرب بانتصار بريطانيا.
أدت الحرب إلى خرق العلاقات الدبلوماسية بين الأرجنتين والمملكة المتحدة. عينت الأرجنتين البرازيل كدولة حامية لها في بريطانيا، في حين عينت المملكة المتحدة سويسرا كدولة حامية لها في الأرجنتين. لم تستأنف العلاقات الدبلوماسية بين الأرجنتين والمملكة المتحدة حتى عام 1990.

### علاقات ما بعد الحرب
في تسعينيات القرن العشرين، تحسنت بشكل أكبر العلاقات بين المملكة المتحدة والأرجنتين. في عام 1998، زار لندن الرئيس الأرجنتيني كارلوس منعم، وأعاد أكيد مطالب بلاده بالجزر على الرغم من أنه ذكر أن الأرجنتين ستستخدم الوسائل السلمية فقط للحصول عليها.

## مدن متوأمة
في ما يلي قائمة باتفاقيات التوأمة بين مدن أرجنتينية وبريطانية:
- ترتبط بوينس آيرس مع لندن باتفاقية توأمة منذ 19 مايو 1994.
- ترتبط آيسكيول مع آبريستويث باتفاقية توأمة.
- ترتبط بويرتو مادرين مع Nefyn [الإنجليزية]‏ باتفاقية توأمة.
- ترتبط ستانلي مع مدينة ويتبي باتفاقية توأمة.

## منظمات دولية مشتركة
يشترك البلدان في عضوية مجموعة من المنظمات الدولية، منها:
| علم المنظمة | اسم المنظمة                               | تاريخ انضمام الأرجنتين | تاريخ انضمام المملكة المتحدة |
| ----------- | ----------------------------------------- | ---------------------- | ---------------------------- |
|             | البنك الإفريقي للتنمية                    | ?                      | ?                            |
|             | المنظمة الهيدروغرافية الدولية             | ?                      | ?                            |
|             | مجموعة العشرين                            | ?                      | 26 سبتمبر 1999               |
|             | منظمة الشرطة الجنائية الدولية             | ?                      | ?                            |
|             | الاتحاد البريدي العالمي                   | ?                      | ?                            |
|             | منظمة التجارة العالمية                    | ?                      | 1995                         |
|             | الفريق المعني برصد الأرض                  | ?                      | ?                            |
|             | مجموعة الموردين النوويين                  | ?                      | ?                            |
|             | مؤسسة التنمية الدولية                     | 3 أغسطس 1962           | 24 سبتمبر 1960               |
|             | مؤسسة التمويل الدولية                     | 13 أكتوبر 1959         | 20 يوليو 1956                |
|             | منظمة حظر الأسلحة الكيميائية              | ?                      | ?                            |
|             | الأمم المتحدة                             | 24 أكتوبر 1945         | 24 أكتوبر 1945               |
|             | الاتحاد الدولي للاتصالات                  | 1889                   | 24 فبراير 1871               |
|             | البنك الدولي للإنشاء والتعمير             | 20 سبتمبر 1956         | 27 ديسمبر 1945               |
|             | مجموعة أستراليا                           | 1993                   | 1985                         |
|             | المركز الدولي لتسوية المنازعات الاستشارية | 18 نوفمبر 1994         | 18 يناير 1967                |
|             | وكالة ضمان الاستثمار متعدد الأطراف        | 11 فبراير 1992         | 12 أبريل 1988                |
|             | نظام تحكم تكنولوجيا القذائف               | 1993                   | 1987                         |
|             | يونسكو                                    | 15 سبتمبر 1948         | 4 نوفمبر 1946                |

## أعلام
هذه قائمة لبعض الشخصيات التي تربطها علاقات بالبلدين:
- خورخي لويس بورخيس (24 أغسطس 1899[24][25][26] – 14 يونيو 1986[24][25][26])

## معرض صور

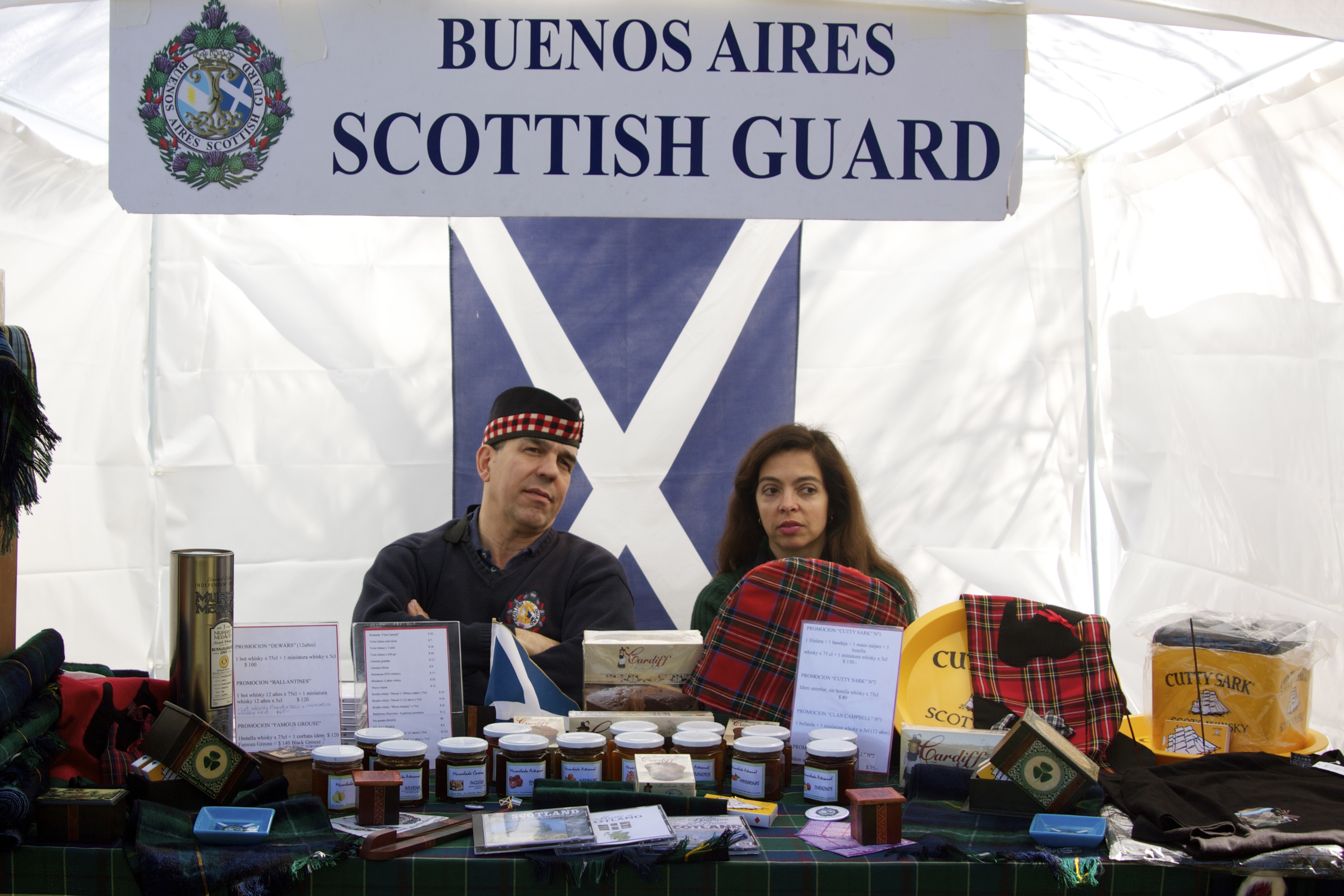
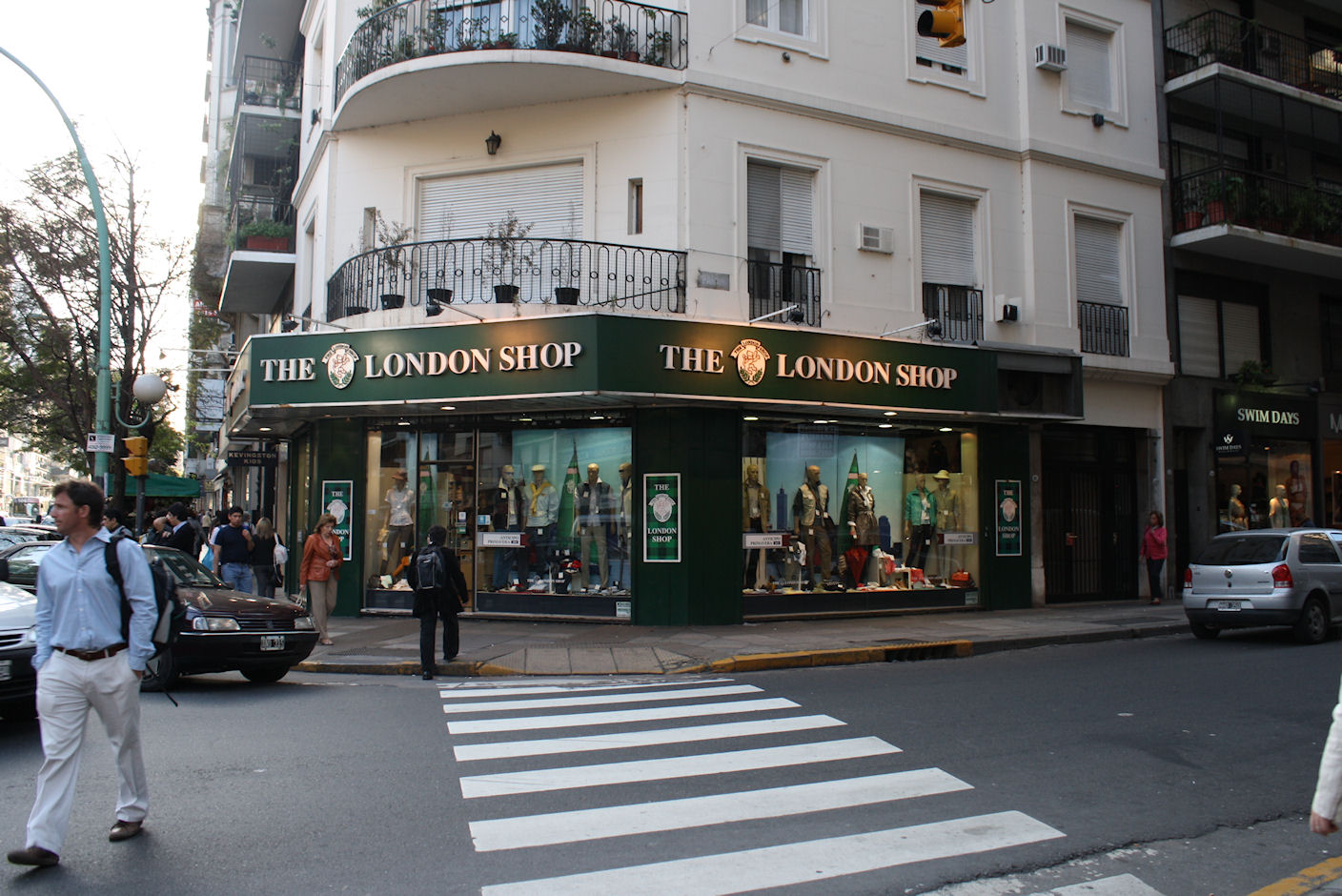
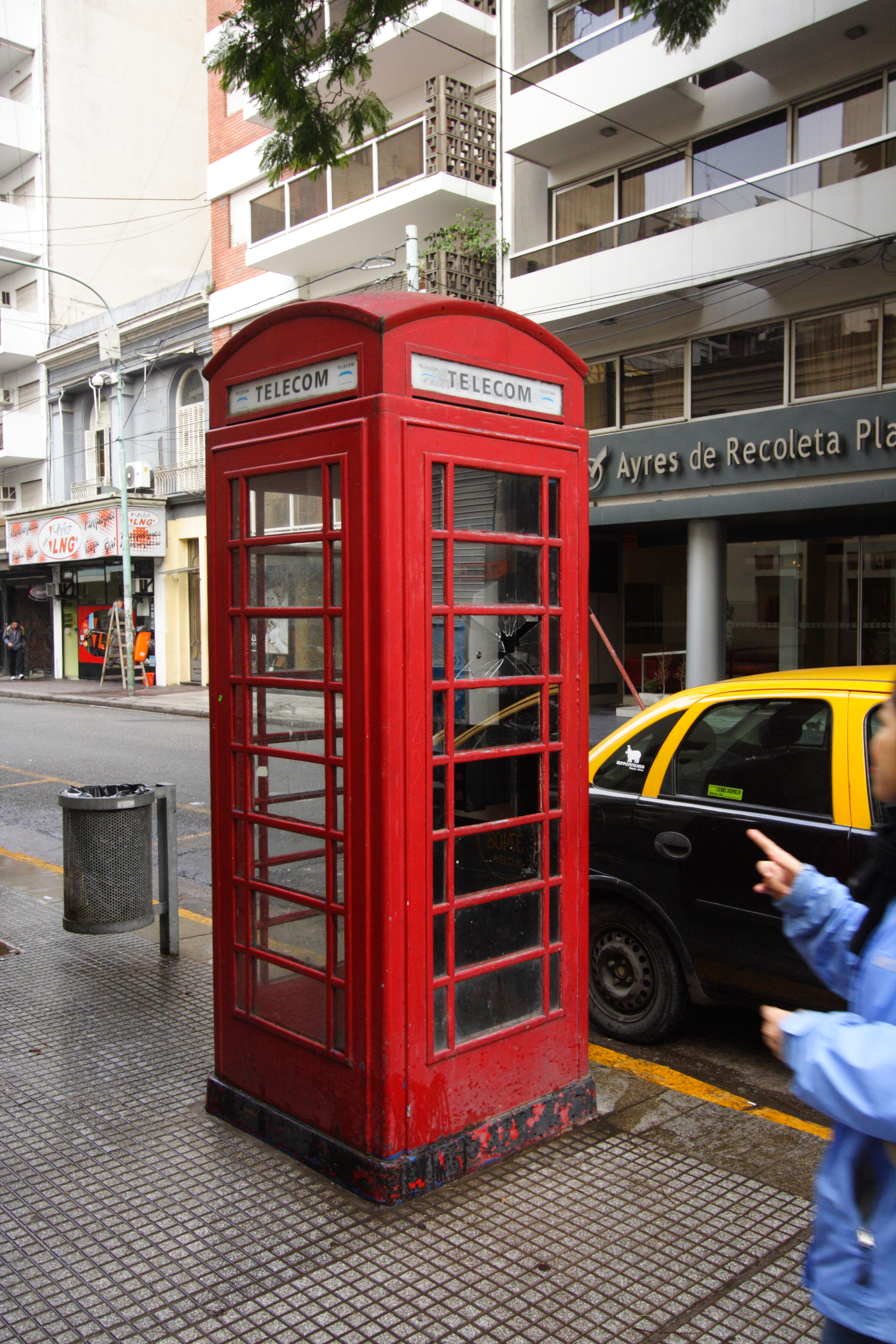
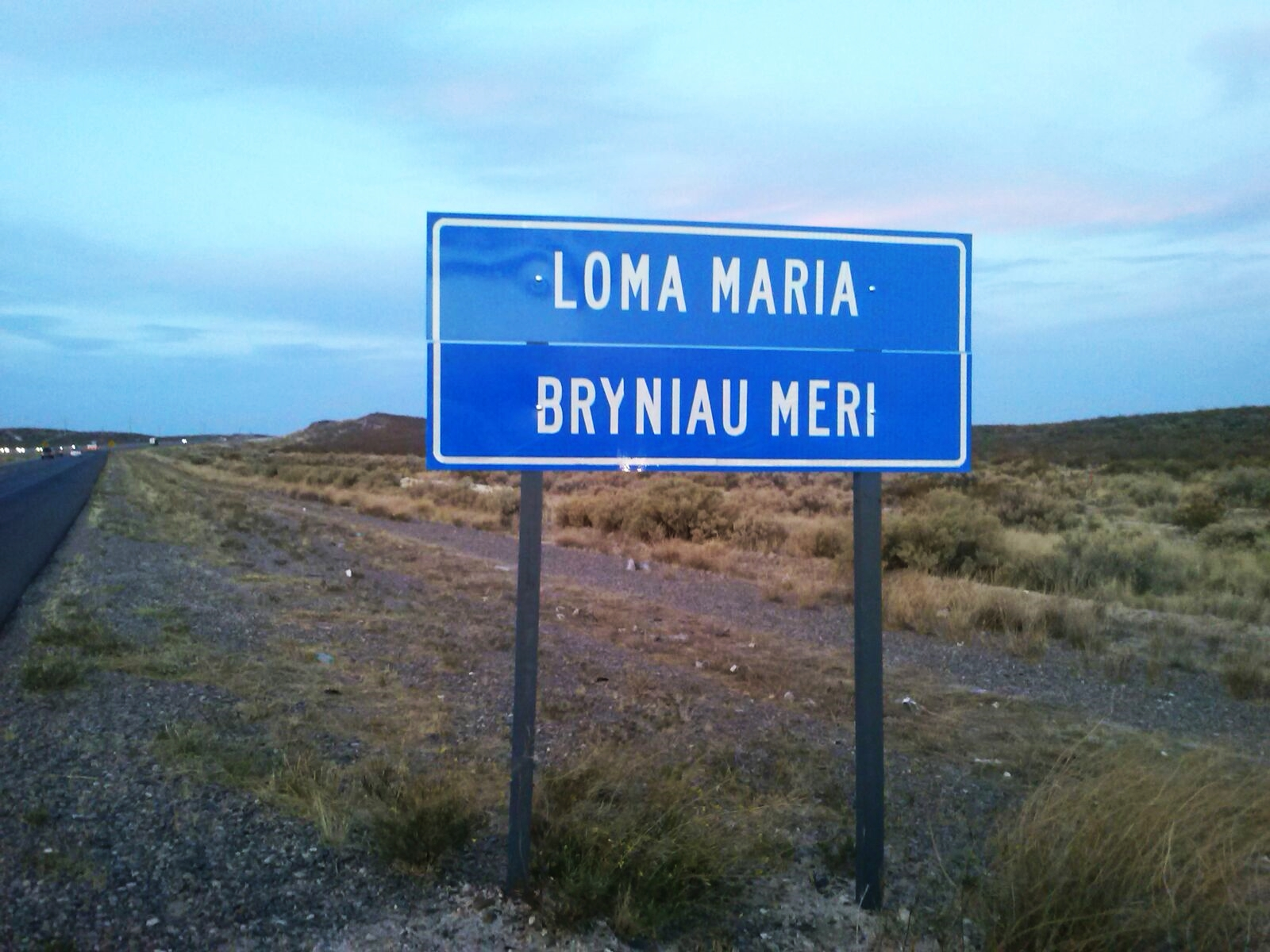
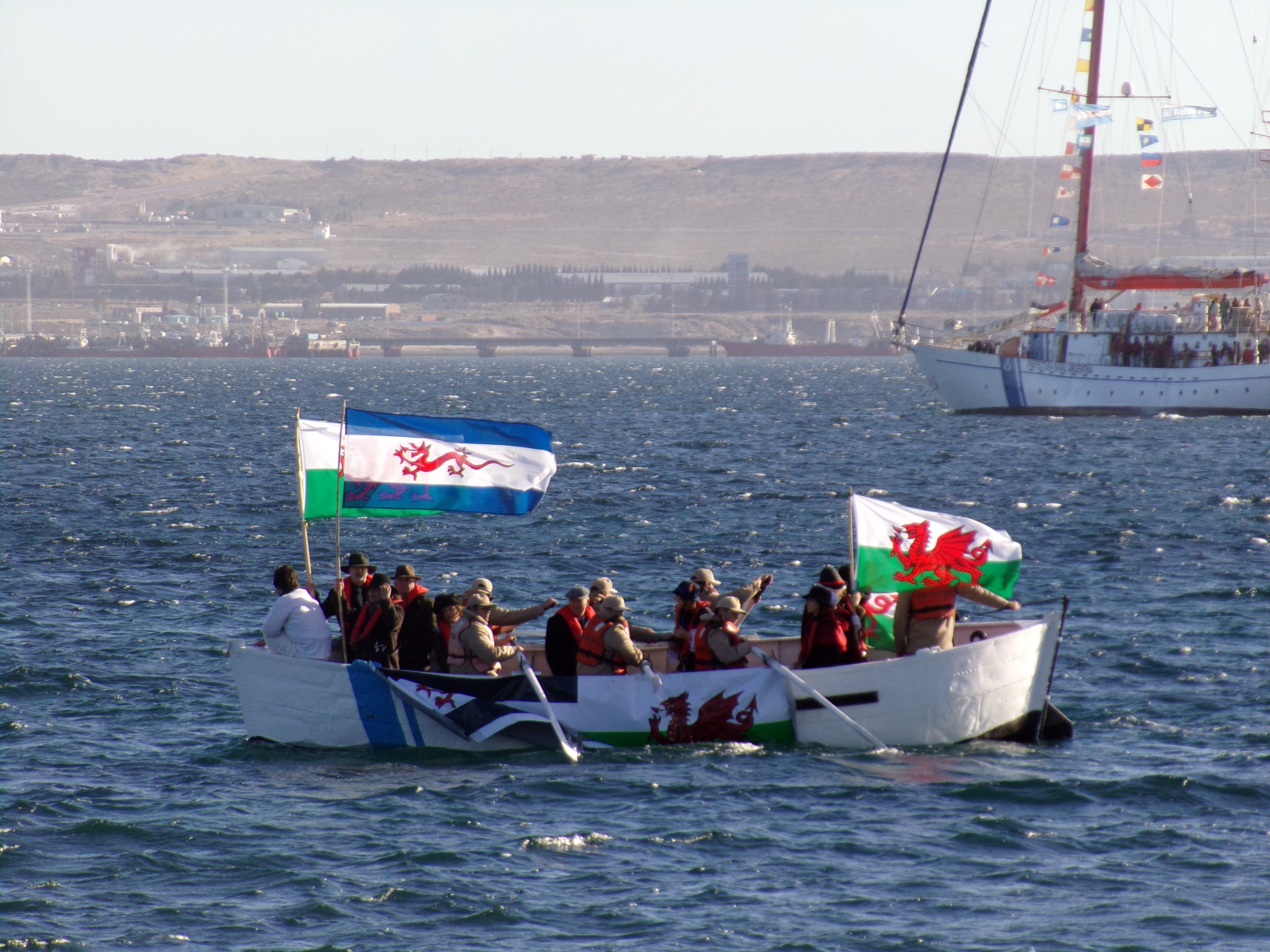
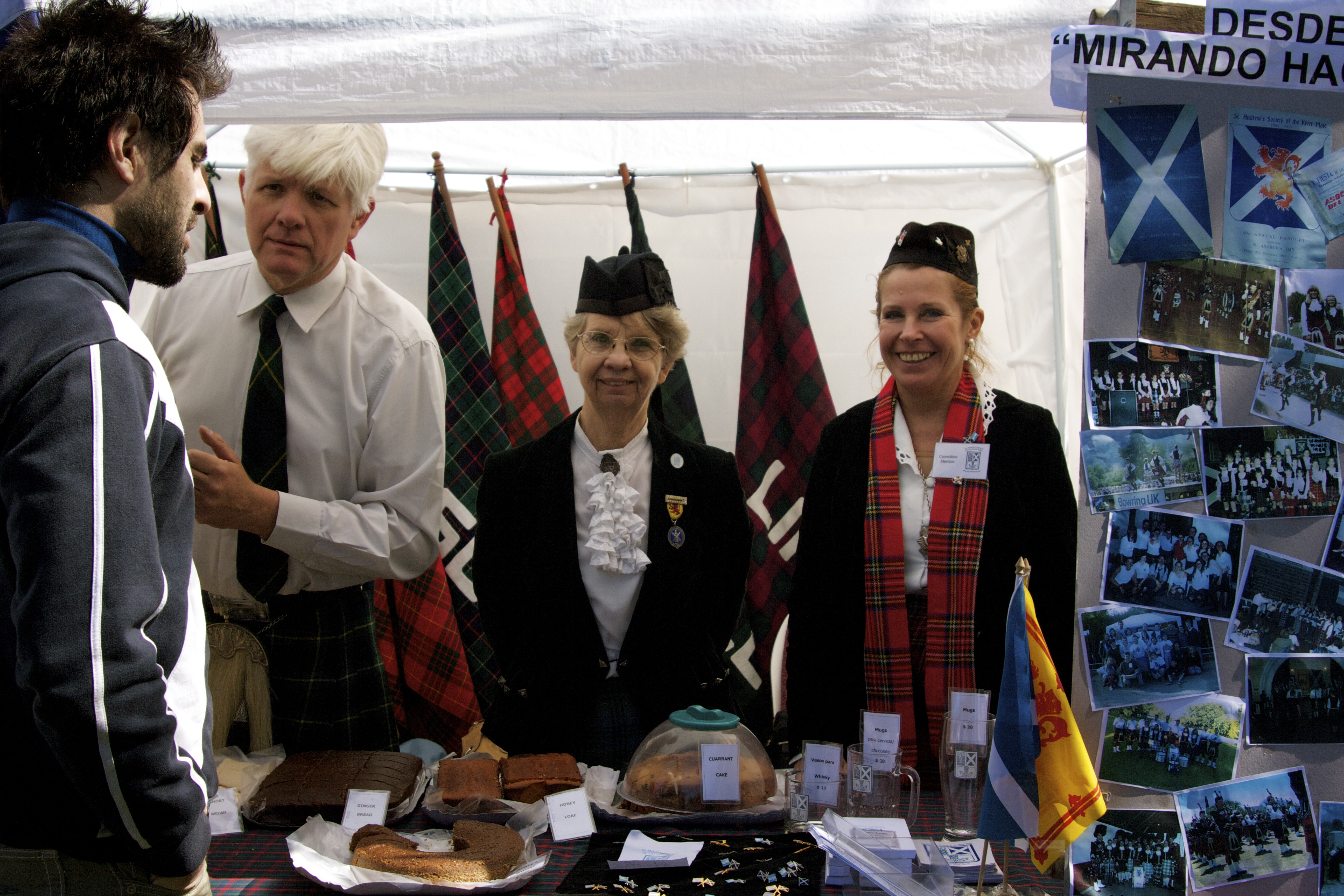

## وصلات خارجية
- موقع وزارة الخارجية الأرجنتينية
- موقع وزارة الخارجية البريطانية